# Mirjam Korbar
Mirjam Korbar, slovenska gledališka in filmska igralka, * 6. julij 1964, Maribor.
Diplomirala je na Akademiji za gledališče, radio, film in televizijo v Ljubljani in se zaposlila v ansamblu Mestnega gledališča ljubljanskega. Nastopila je v več celovečernih in nekaj kratkih filmih. 
Leta 2021 so Mirjam na mostarskem festivalu filmske igre nagradili z drevesom ljubezni za najboljšo glavno žensko vlogo Mejre v filmu Zastoj Vinka Möderndorferja.

## Zasebno
Ima sedem let mlajšega brata.
Leta 2017 se je ločila od Boštjana Žlajpaha, s katerim ima sina. Spoznala sta se leta 2002 na sprejemu po premieri predstave Mišolovka, poročila pa septembra 2003.

## Filmografija
- Petelinji zajtrk (2007, celovečerni igrani film)
- Quick View - Toplo-hladno (2005, diplomski igrani film)
- Ljubljana je ljubljena (2005, celovečerni igrani film)
- Oblak (2001, študijski igrani film)
- Steber (1997, TV film)
- Rabljeva freska (1995, celovečerni igrani film)
- Halgato (1994, celovečerni igrani film)
- Kdo bo koga (1993, TV film)
- Črna orhideja (1990, celovečerni igrani TV film)
- Trinajstica (1988, celovečerni igrani TV film)
- Ljubezen nam je vsem v pogubo (1987, celovečerni igrani film)
- Kormoran (1986, celovečerni igrani film)
- Nekaj na "g" (1986, kratki igrani TV film)